# Rejon diurtiuliński
Rejon diurtiuliński (ros. Дюртюлинский район) – jeden z 54 rejonów w Baszkirii. Stolicą regionu jest Diurtiuli.
100% populacji stanowi ludność wiejska, ponieważ w regionie nie ma żadnego miasta.